# Milan Michna (kovář)
Milan Michna (* 9. října 1941 Vrbice) je český umělecký kovář a synovec moravského hudebního skladatele a zakladatele Orchestru Morava Antonína Michny.

## Život
Narodil se do rodiny vrbeckého starosty Václava Michny a jeho choti Květoslavy. Má sestru Ludmilu, Zdeňku, Ivanu a bratra Zdeňka. Jeho otec byl bratrem o necelé tři roky mladšího Antonína Michny, jenž se věnoval dechové hudbě a byl známým moravských skladatelem.
Když mu bylo 14 let, přešel do Brna na Zbrojovku učit se strojním kovářem.
Pracoval v  kovodílnách Státního divadla v  Brně, současně měl pronajatou kovárnu, ve které zpracovával drobné zakázky tradičních kovářských výrobků. Roku 1966 založil v 25 letech uměleckokovářkou dílnu v Brně, kde dodnes pracuje.

## Význam
Výrazně přispěl k obohacení tvorby uměleckého kovářství v českých zemích. Jeho díla se vystavují nejen u nás, ale i v zahraničí.[zdroj?]
Zhotovil stovky výtvarných prací, z nichž velká část byla pro město Brno (mříže, pylony, svítidla, reklamní štíty či vitráže).
Jeho díla jsou součástí Staré radnice, Besedního domu, náměstí Svobody či výstaviště.
V roce 2023 získal titul Nositel tradice lidových řemesel, o rok později byl oceněn i titulem Mistr tradiční rukodělné výroby Jihomoravského kraje.